# Bomporto
Bomporto is een gemeente in de Italiaanse provincie Modena (regio Emilia-Romagna) en telt 8274 inwoners (31-12-2004). De oppervlakte bedraagt 39,1 km², de bevolkingsdichtheid is 194 inwoners per km².
De volgende frazioni maken deel uit van de gemeente: Gorghetto, San Michele, Solara, Sorbara, Villavara.

## Demografie
Bomporto telt ongeveer 3093 huishoudens. Het aantal inwoners steeg in de periode 1991-2001 met 30,7% volgens cijfers uit de tienjaarlijkse volkstellingen van ISTAT.
| Jaar | Inwoneraantal |
| ---- | ------------- |
| 1991 | 5801          |
| 2001 | 7583          |

## Geografie
De gemeente ligt op ongeveer 20 m boven zeeniveau.
Bomporto grenst aan de volgende gemeenten: Bastiglia, Camposanto, Medolla, Modena, Nonantola, Ravarino, San Prospero, Soliera.